# Республиканские выборы в СССР (1985)
Летом 1985 года в Союзе Советских Социалистических Республик прошли республиканские выборы, по итогу которых были избраны Верховные Советы союзных республик СССР.

## Ход выборов
| Страна  | Выборы                                  | Итоги      | Примечания        |
| ------- | --------------------------------------- | ---------- | ----------------- |
| АзССР   | Выборы в Верховный Совет АзССР (1985)   | 450 из 450 |                   |
| АрССР   | Выборы в Верховный Совет АрССР (1985)   | 340 из 340 |                   |
| БССР    | Выборы в Верховный Совет БССР (1985)    | 485 из 485 |                   |
| ГССР    | Выборы в Верховный Совет ГССР (1985)    | 440 из 440 |                   |
| КазССР  | Выборы в Верховный Совет КазССР (1985)  | 511 из 511 |                   |
| КирССР  | Выборы в Верховный Совет КирССР (1985)  | ???        | Состав неизвестен |
| ЛатССР  | Выборы в Верховный Совет ЛатССР (1985)  | 325 из 325 |                   |
| ЛитССР  | Выборы в Верховный Совет ЛитССР (1985)  | 350 из 350 |                   |
| МССР    | Выборы в Верховный Совет МССР (1985)    | ???        | Состав неизвестен |
| РСФСР   | Выборы в Верховный Совет РСФСР (1985)   | 975 из 975 |                   |
| ТаджССР | Выборы в Верховный Совет ТаджССР (1985) | 488 из 488 |                   |
| ТурССР  | Выборы в Верховный Совет ТурССР (1985)  | 330 из 330 |                   |
| УзССР   | Выборы в Верховный Совет УзССР (1985)   | 500 из 500 |                   |
| УССР    | Выборы в Верховный Совет УССР (1985)    | ???        | Состав неизвестен |
| ЭССР    | Выборы в Верховный Совет ЭССР (1985)    | 285 из 285 |                   |